# Magshimey Herut
Magshimey Herut (en hebreu: מגשימי חרות) és un moviment juvenil sionista fundat en 1999 per un grup d'activistes jueus que van sentir la necessitat de crear un moviment juvenil amb els ideals de la Aliyyà, la justícia social i la integritat territorial d'Israel. La seu central del moviment es troba a Eretz Israel i simbolitza la centralitat de l'Estat d'Israel en la vida jueva. Magshimey Herut va ser creat per mantenir una nació jueva forta i independent a la Terra d'Israel, formada per jueus de tot el món que es troben a la seva terra natal. Amb aquest objectiu al cap, el moviment treballa juntament amb l'Organització Sionista Mundial (WZO), l'Agència Jueva i el Fons Nacional Jueu, Keren Kayemet LeIsrael (KKL) en diversos projectes que promouen els seus objectius.

## Història
Quan un govern del Likkud dirigit pel Primer Ministre Binyamín Netanyahu va lliurar parts d'Hebron a Iàssir Arafat en 1998, els membres de Betar (el moviment juvenil associat amb el Likkud) van veure la concessió del Primer Ministre del Likkud com una traïció als seus principis fundacionals més sagrats. Com a reacció a la decisió del Primer Ministre, la directora d'activitats a l'estranger en aquell moment, Karma Feinstein-Cohen, juntament amb un grup d'activistes veterans de diversos capítols de tot el món, van abandonar Betar per establir un nou moviment juvenil sionista.
En 1999, els antics membres i activistes del Likkud van establir i van inscriure al partit polític El Moviment Nacional Herut en el registre de partits polítics. Els seus membres fundadors van ser els jueus: Benny Begin, Michael Kleiner, i David Reem. Aquests activistes es van oposar al pla de retirada del govern del Likkud en algunes zones de l'Àrea de Judea i Samaria.
Herut va estar present en tres eleccions nacionals israelianes. A l'inici, el moviment es va unir a l'Organització Sionista Mundial (WZO), va establir sucursals en altres països al voltant del Món, i va establir un moviment juvenil sionista, anomenat Magshimey Herut, un moviment per a l'educació i l'activisme sionista.
Herut té sucursals actives en 11 països en l'actualitat. Des de 2004, s'ha elevat el llindar electoral per estar representat en la Kenésset. Herut ha optat per no participar en les eleccions israelianes. Herut concentra els seus esforços en guanyar nous adeptes i en promoure la Aliyyà i l'absorció dels nous olim en la societat israeliana.
Alguns membres individuals, entre ells, Benny Begin i Michael Kleiner, s'han reincorporat de nou al Likkud. Herut segueix inscrit en el registre de partits polítics. El partit Herut roman intacte i es reserva el dret de competir en eleccions futures, en cas que sorgeixin les circumstàncies adequades.
Magshimey Herut inicia, promou i recolza les activitats dels estudiants, els nous olim (jueus que tornen a Israel) i els grups d'acció social que són consistents amb els objectius del moviment. Herut treballa juntament amb l'Organització Sionista Mundial (WZO), l'Agència Jueva per a la Terra d'Israel, i el Fons Nacional Jueu Keren Kayemeth LeIsrael (KKL) en els diversos projectes que promouen els seus objectius en comú.

## Ideologia
A la seva declaració fundacional, el moviment declara: Magshimey Herut és un moviment juvenil sionista dedicat a la justícia social, la unitat del poble jueu, i la integritat territorial de la Terra d'Israel. Magshimey Herut educa a la joventut jueva de tot el món sobre l'orgull del poble jueu, l'activisme, el sionisme revisionista i l'amor per la Terra d'Israel. El moviment encoratja als seus membres a tenir un paper actiu en l'autodeterminació i el futur del poble jueu, i a fer valer els drets nacionals del poble d'Israel (Am Yisroel). El moviment està compromès amb la creació, a Israel, de les condicions socials, econòmiques i polítiques que portin a la integració reeixida de tots els habitants de l'estat jueu. Magshimey Herut és políticament democràtic, socialment liberal, econòmicament és favorable al lliure mercat, i està a favor del benestar social. A més, com a moviment sionista, Herut emfatitza el dret del poble jueu a construir assentaments a Eretz Israel, i a viure de manera lliure i segura en la seva pàtria ancestral.